# Raffiat de Moncade
Raffiat de Moncade ist eine alte Weißweinsorte, die in der Weinbauregion Sud-Ouest im Südwesten von Frankreich angebaut wird. Sie ist Bestandteil des Appellations-Weins von Béarn und Tursan, ansonsten wird sie allerdings nur selten verwendet. Reinsortig ausgebaut wird sie nur von der Domaine Guilhemas angeboten. Einen Teil ihres Namens bezieht die Rebsorte vom heutigen Museum Tour Moncade in Orthez.

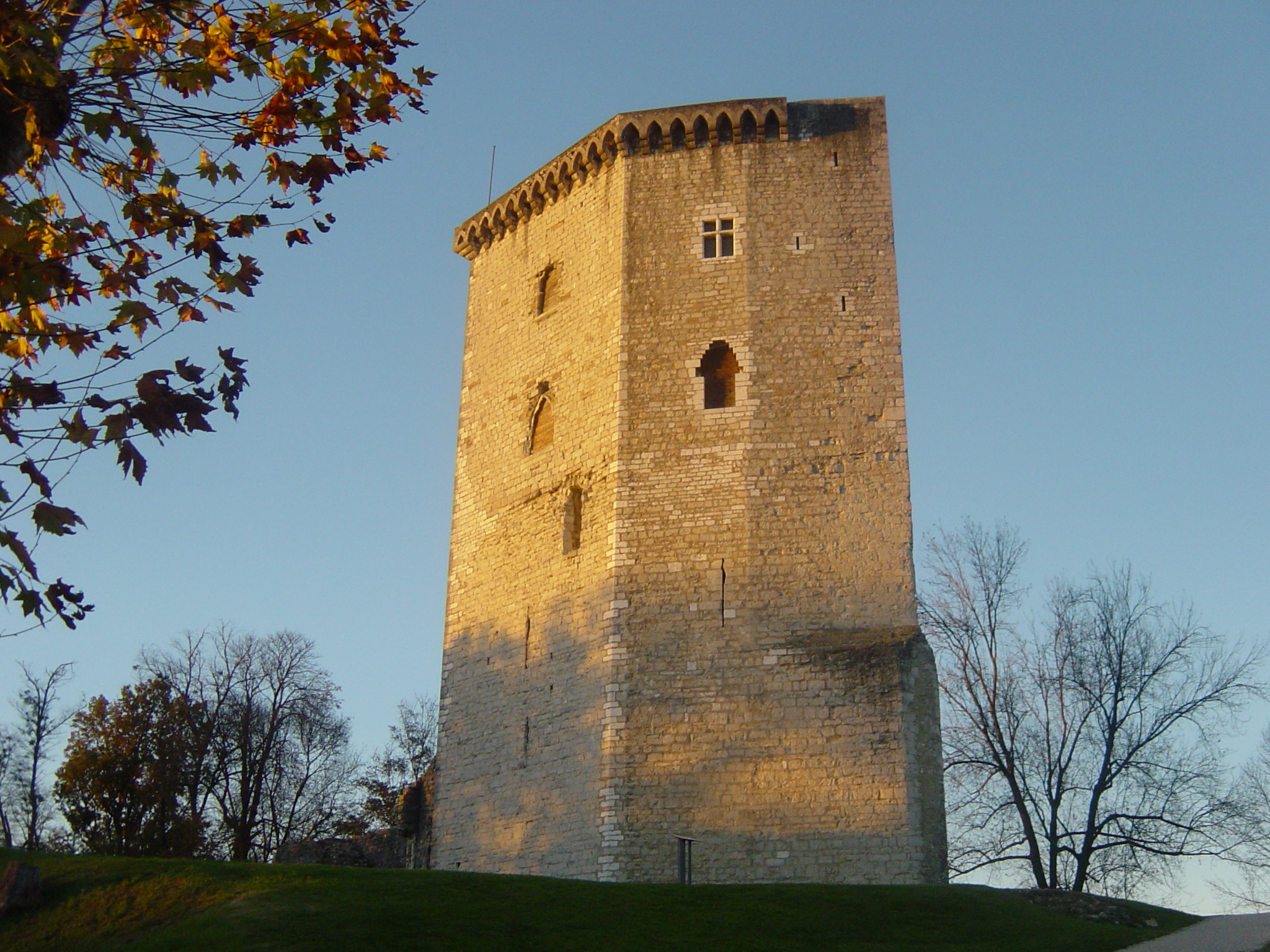
Der Wohnturm Moncade in Orthez

Die Weißweine sind fein und alkoholreich. Raffiat de Moncade wird meist mit den Rebsorten Gros Manseng und Petit Manseng verschnitten, die die notwendige Säure (→ Säure (Wein)) in die Cuvée einbringen.
Eine im Jahr 2007 veröffentlichte Studie belegt, dass die Rebsorten Baroque, Manseng Noir und Tannat genetisch sehr eng miteinander verwandt sind. Es besteht zudem eine auffallende Ähnlichkeit zur Sorte Malbec und die Sorte Claverie steht genetisch ebenfalls in enger Verwandtschaft zu dieser Gruppe. Auch die Sorte Raffiat de Moncade weist verwandtschaftliche Merkmale auf, stammt jedoch nachweislich von der alten Rebsorte Gouais Blanc ab. Bisher wurde lediglich 1 Klon zum gewerblichen Anbau anerkannt.
Der Baske Durquety nutzte die Rebsorte zur Kreuzung der Neuzüchtungen Arriloba, Arroba und Perdea.
Siehe auch den Artikel Weinbau in Frankreich sowie die Liste von Rebsorten.
Abstammung: autochthone Sorte des Südwestens Frankreichs. Die Sorte Gouais Blanc wurde als eine der Elternsorten identifiziert.

## Ampelographische Sortenmerkmale
In der Ampelographie wird der Habitus folgendermaßen beschrieben:
- Die Triebspitze ist offen. Sie ist weißwollig behaart, mit karminrotem Anflug. Die grünen Jungblätter sind noch leicht wollig behaart und bronzefarben gefleckt (Anthocyanflecken)
- Die dicken Blätter (siehe auch den Artikel Blattform) sind nur schwachgebuchtet und dreilappig. Die Stielbucht ist lyrenförmig offen. Der Blattrand ist stumpf gezahnt. Die Zähne sind im Vergleich zu anderen Rebsorten mittelweit gesetzt. Die Blattoberfläche (auch Spreite genannt) ist nicht blasig strukturiert.
- Die walzen- bis kegelförmige Traube ist groß und recht lockerbeerig. Die rundlichen Beeren sind mittelgroß. Sie sind bei Vollreife von weisslich-gelber Farbe.

Die Rebsorte Raffiat de Moncade reift circa 20 Tage nach dem Gutedel und ist gilt damit für eine Rebsorte international als mittelspät reifend. Die Sorte ist kaum anfällig gegen die Grauschimmelfäule und gilt als ertragsstark.

## Synonyme
Die Rebsorte Raffiat de Moncade ist auch unter den Namen Arréfiat, Portugal, Raffiat (jedoch nicht mit der Sorte Arrufiat zu verwechseln, die das gleiche Synonym hat) und Rousselet bekannt.